# Ausländische Militärbasen in Deutschland
Ausländische Militärbasen in Deutschland werden heute unterhalten, da Deutschland Bündnismitglied der NATO ist, wobei vor allem die amerikanischen Streitkräfte Bedeutung haben.

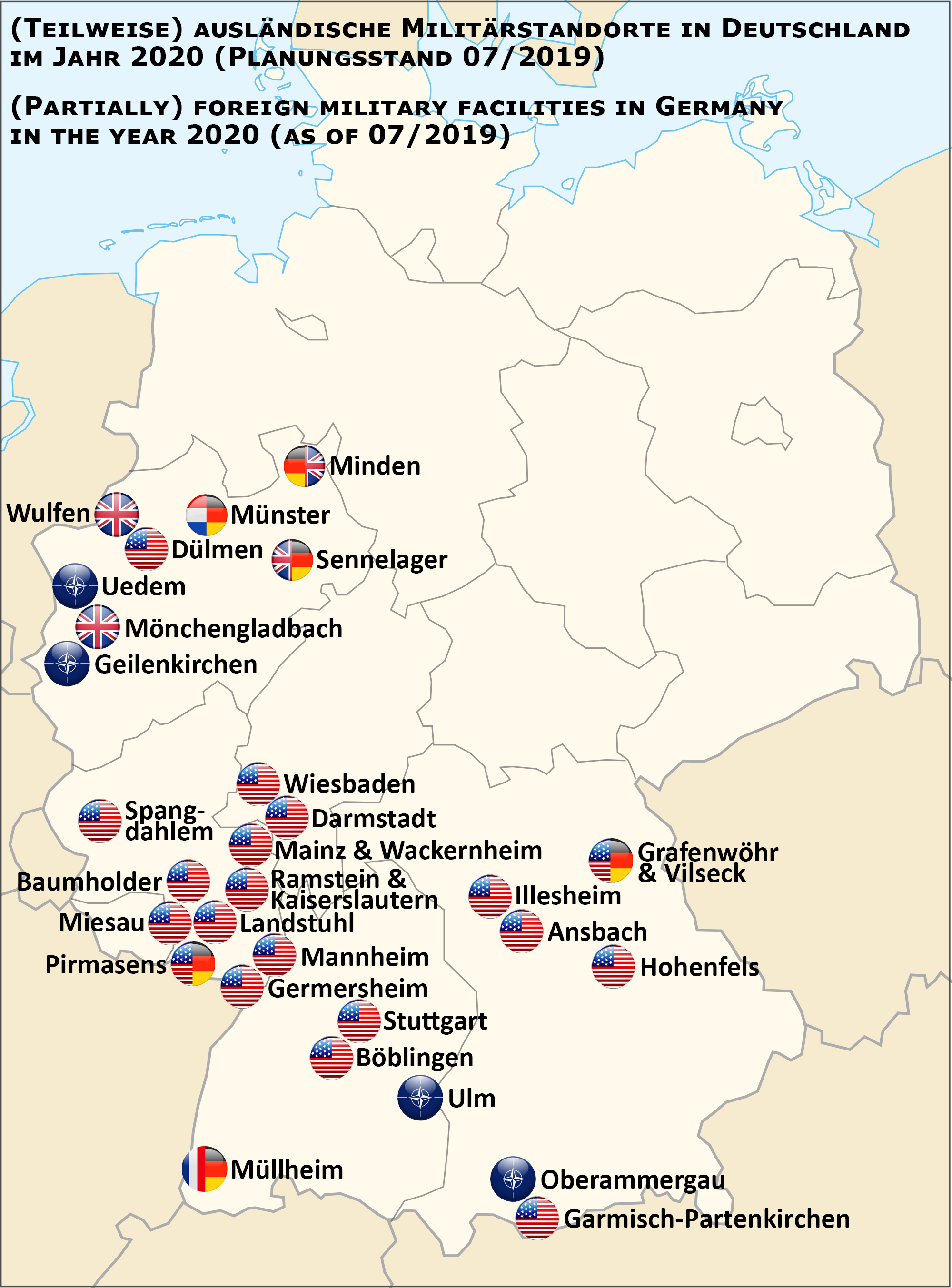
Ausländische Militärstandorte in Deutschland im Jahr 2020 (laut Plänen aus dem Jahr 2019)

## Geschichte

### Vor 1945
Militärische Stützpunkte ausländischer Mächte auf dem Gebiet der heutigen Bundesrepublik Deutschland gab es bereits in der Antike. Die Römer versuchten mittels Kastellen und Grenzwällen ihre Nordgrenze gegen die innergermanischen Stämme zu schützen. Im Laufe der Geschichte wechselten mehrfach die Gründe für die Errichtungen von Basen. Die ersten dauerhaften Militärbasen im Gebiet des heutigen Deutschland waren die römischen Legionsstützpunkte, später Festungen, an Rhein und Donau in den damaligen römischen Provinzen Germania inferior und Germania superior, aus denen u. a. die Städte Colonia Claudia Ara Agrippinensium (Köln) und Mogontiacum (Mainz) hervorgegangen sind. Im Laufe der Jahrhunderte hat es bei kriegerischen Auseinandersetzungen auf dem Gebiet des heutigen Deutschland immer wieder temporäre militärische Stützpunkte fremder Mächte gegeben. Im Dreißigjährigen Krieg 1618–1648, im Verlauf der Napoleonischen Kriege bzw. Befreiungskriege zwischen 1806 und 1815 sowie bei der Alliierten Rheinlandbesetzung und der Ruhrbesetzung 1923–1925 nach dem Ersten Weltkrieg existierten zudem dauerhafte Stützpunkte ausländischer Streitkräfte in Deutschland.

### 1945 bis 1989

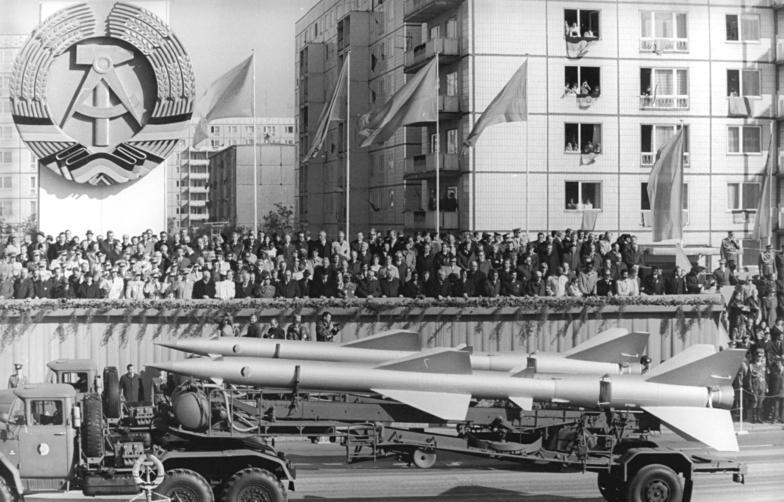
Truppenparade zum 30. Jahrestag der Gründung der DDR mit einer Formation Flugabwehrraketen vom Typ S-75 Dwina (1979)

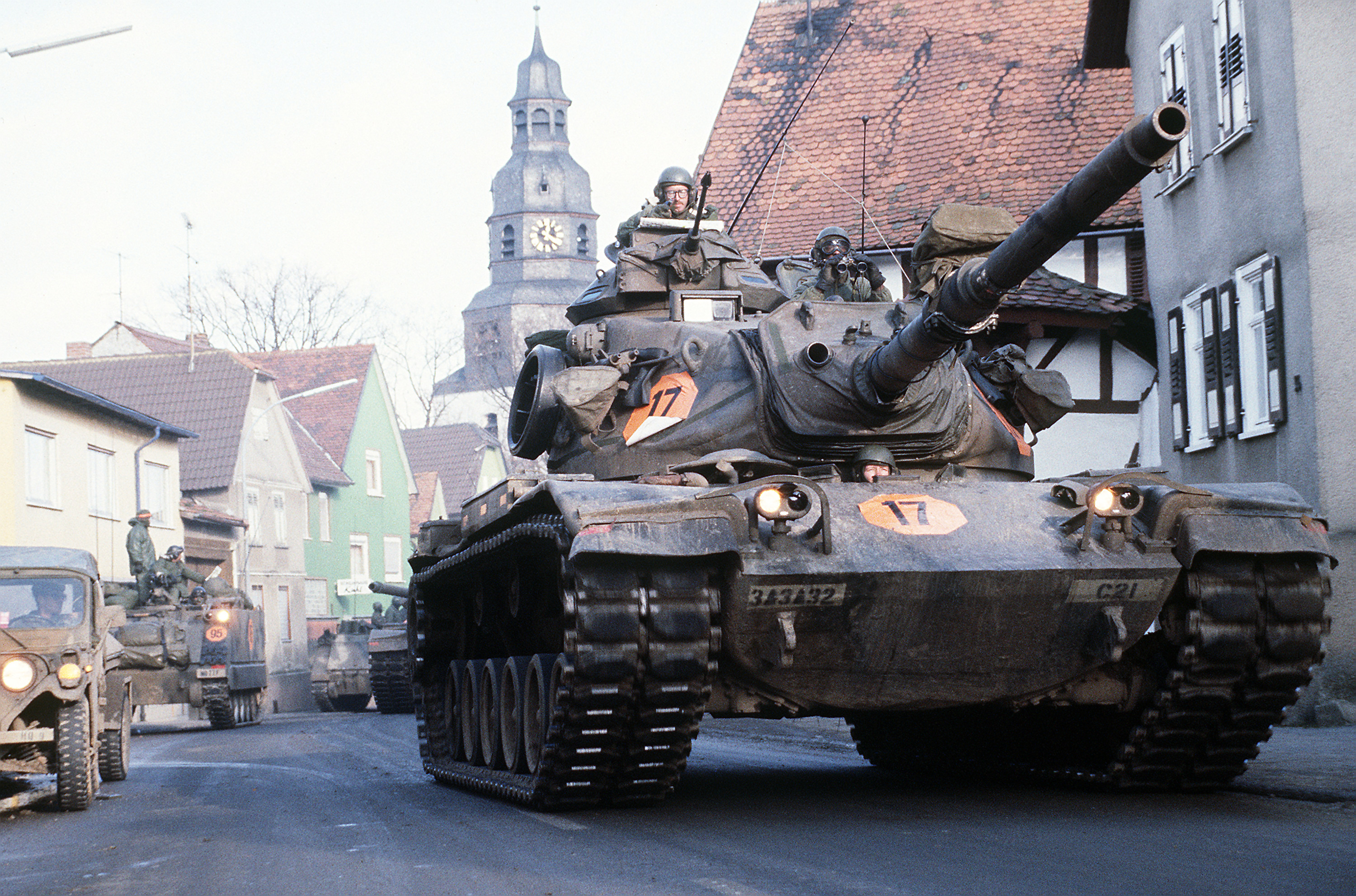
Häufige Militärübungen in der Bundesrepublik sollten die Verteidigungsfähigkeit der NATO sicherstellen (Aufnahme vom Manöver REFORGER 1985 in Hessen)

Am Ende des Zweiten Weltkrieges war Deutschland von Millionen Soldaten der Siegermächte USA, Großbritannien, Frankreich und Sowjetunion besetzt. Ein großer Teil dieser Streitkräfte wurde zügig wieder abgezogen oder komplett demobilisiert. Ein Teil blieb als Besatzungstruppen im Land und wurde auf eine Vielzahl ehemaliger Kasernen der Wehrmacht oder neu errichteter Unterkünfte in Deutschland verteilt. Der Ausbruch des Kalten Krieges machte die Zusammenlegung aller vier alliierten Besatzungszonen zu einem Gesamtdeutschland unmöglich und führte 1949 zur separaten Staatsgründung der Bundesrepublik Deutschland und der Deutschen Demokratischen Republik.
Diese beiden deutschen Staaten wurden in die jeweiligen Militärbündnisse der gegnerischen Blöcke eingebunden (Beitritt der Bundesrepublik zu WEU und NATO 1955, Einbindung der DDR in den 1955 gegründeten Warschauer Pakt). Durch die Pariser Verträge von 1954 wurde in der Bundesrepublik das Besatzungsstatut von 1949 abgelöst und die Stationierung nunmehr offiziell verbündeter westlicher Truppen geregelt. Der Beitritt zur NATO machte die Verlegung weiterer NATO-Streitkräfte (z. B. aus Kanada, den Niederlanden und Belgien) in die Bundesrepublik möglich (NATO-Truppenstatut). In der Britischen Besatzungszone waren darüber hinaus bis Anfang der 1950er Jahre auch norwegische und dänische Truppenkontingente stationiert. In der Sowjetischen Besatzungszone war bis 1994 die Gruppe der Sowjetischen Streitkräfte in Deutschland (Bezeichnung ab 1988: „Westgruppe“) der Sowjetarmee stationiert, die größte über einen derart langen Zeitraum bestehende Besatzungsarmee der Geschichte. Durch den Warschauer Pakt und den bilateral abgeschlossenen „Vertrag über Freundschaft, Zusammenarbeit und gegenseitigen Beistand“ (Stationierungsabkommen) wurden auch in der DDR aus den sowjetischen Besatzungstruppen offiziell verbündete Streitkräfte. Dieser Stationierungszustand hielt im Wesentlichen unverändert bis zur Wiedervereinigung 1990 an.

#### Hauptquartiere der Stationierungsstreitkräfte
- Vereinigte Staaten
  - United States European Command (HQ 1952 Frankfurt am Main IG Farben Building, 1953 Camp des Loges (FR), 1967 – heute Stuttgart-Vaihingen. Befehlshaber USCINCEUR zugleich SACEUR)
  - United States Army Europe (HQ 1950 Heidelberg, zugleich bis 1993 COMCENTAG und seit 1966 Befehlshaber Seventh Army, 2013 – heute Wiesbaden)
  - United States Air Force Europe (HQ 1950 Wiesbaden, 1974 – heute Ramstein Air Base)
- Vereinigtes Königreich
  - Joint Headquarters (Rheindahlen)
  - British Army on the Rhine (HQ 1945 Lübbecke und Bad Oeynhausen, 1958 - 1993 JHQ, zugleich COMNORTHAG)
  - Royal Air Force Germany (HQ 1946 RAF Bückeburg, 1958 - 1993 JHQ)
- Frankreich
  - Forces Françaises en Allemagne (HQ 1945 Lindau, 1945 - 1994 Baden-Baden / Bâtiment Administratif Baden-Oos BABO)
- Belgien
  - Forces Belges en Allemagne / Belgische Strijdkrachten in Duitsland (HQ 1947 Lüdenscheid, 1948 Bonn, 1949 - 1996 Köln-Weiden)
- Niederlande
  - Niederländische Brigade (HQ 1963 - 2006 Seedorf bei Zeven)
- Kanada
  - Kanadische NORTHAG-Brigade (HQ 1951 Hannover, 1955 - 1968 Soest)
  - Canadian Forces Europe / Forces Canadiennes Europe (HQ 1968 - 1993 Lahr)
- Dänemark
  - Den Danske Brigade i Tyskland (HQ 1947 Jever, 1949 - 1958 Itzehoe)
- Norwegen
  - Norske Tysklandsbrigaden (HQ 1947 Northeim, 1948 Neumünster, 1949 - 1953 Rendsburg und Flensburg)
- Luxemburg
  - Luxemburgische Brigade (HQ 1945 - 1955 Bitburg)

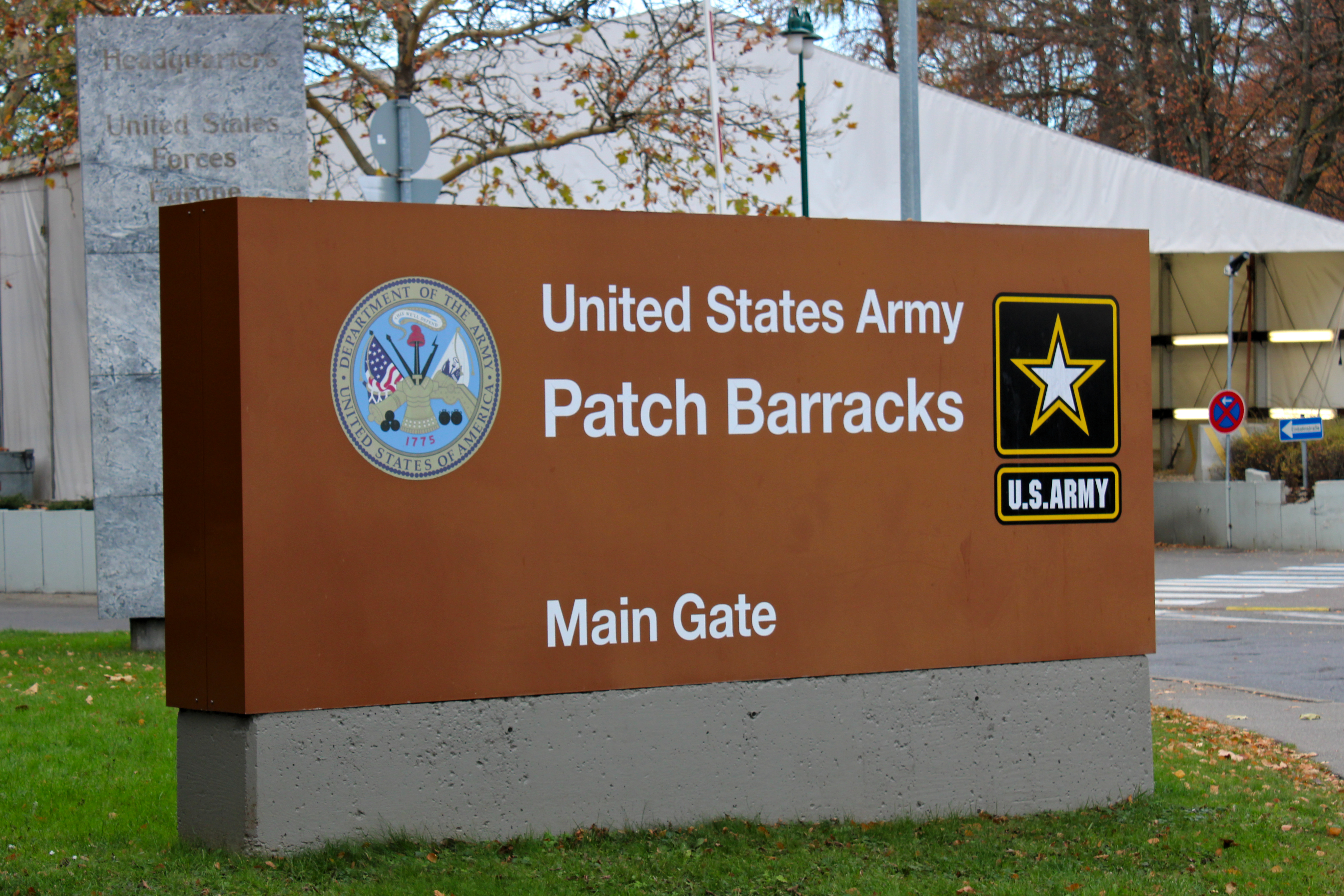
USEUCOM Stuttgart-Vaihingen, Patch Barracks
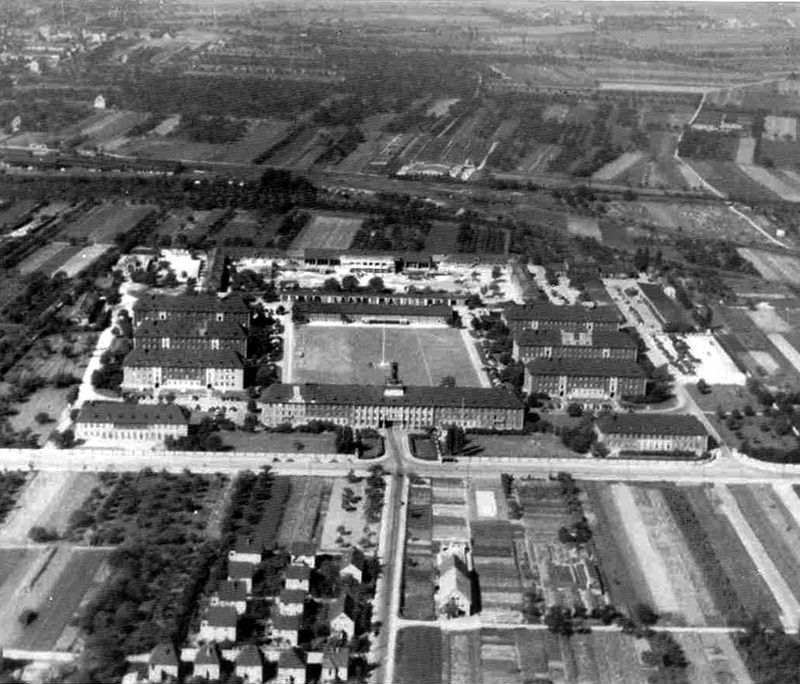
USAREUR Heidelberg, Campbell Barracks
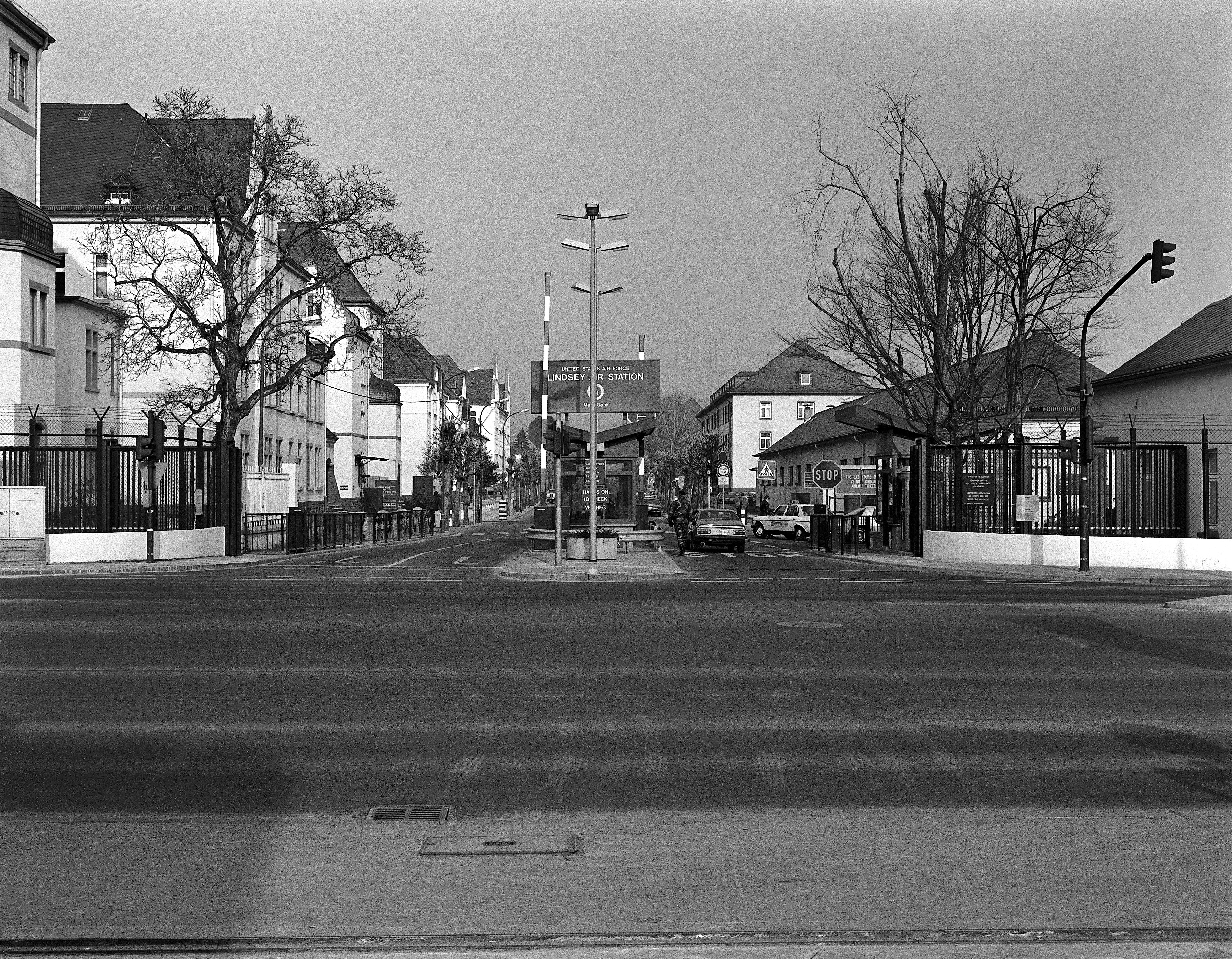
USAFE 1950-1974, Wiesbaden, Lindsey Air Station
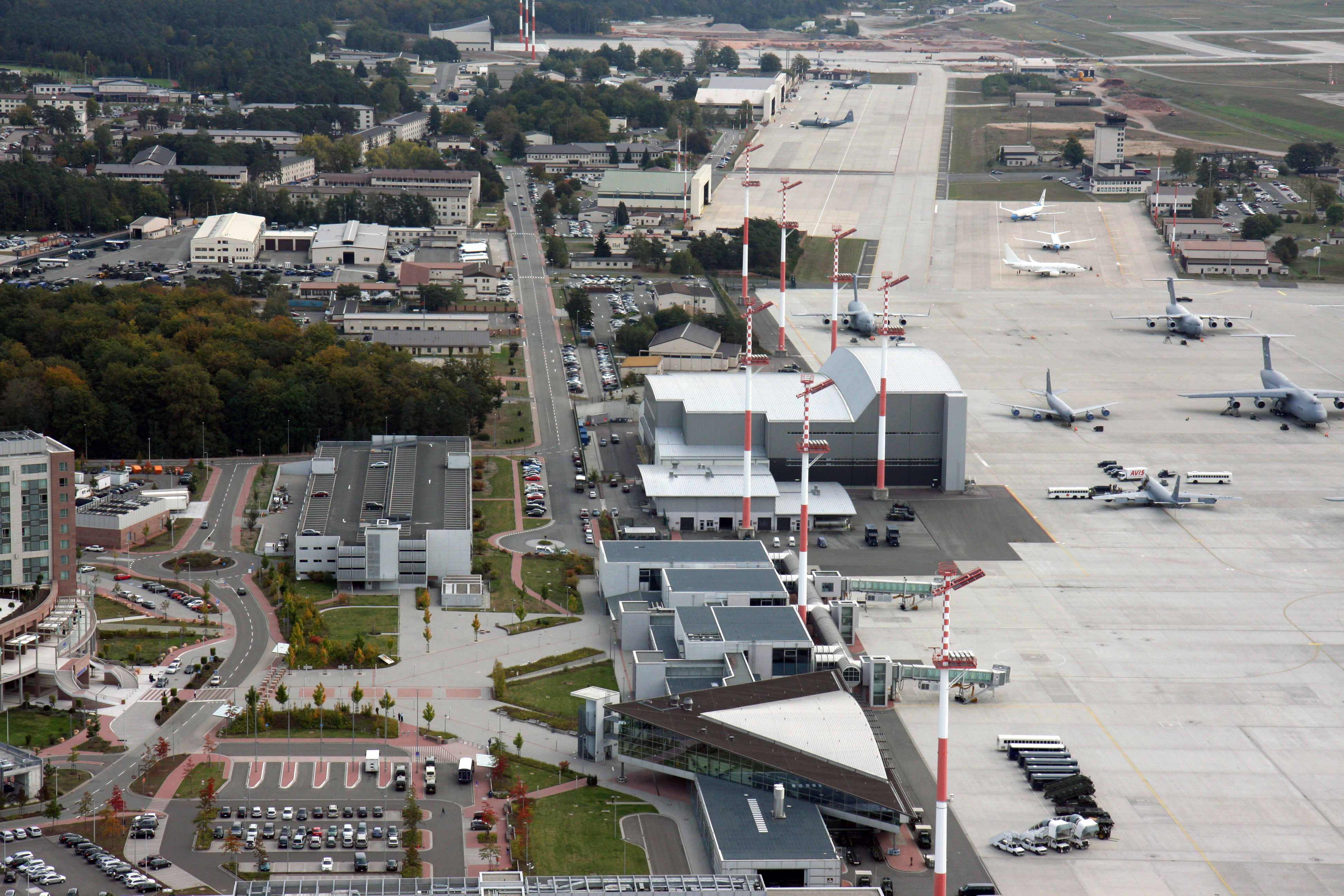
USAFE 1974-heute, Ramstein Air Base
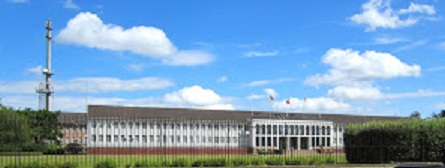
JHQ für BAOR, RAFG Rheindahlen
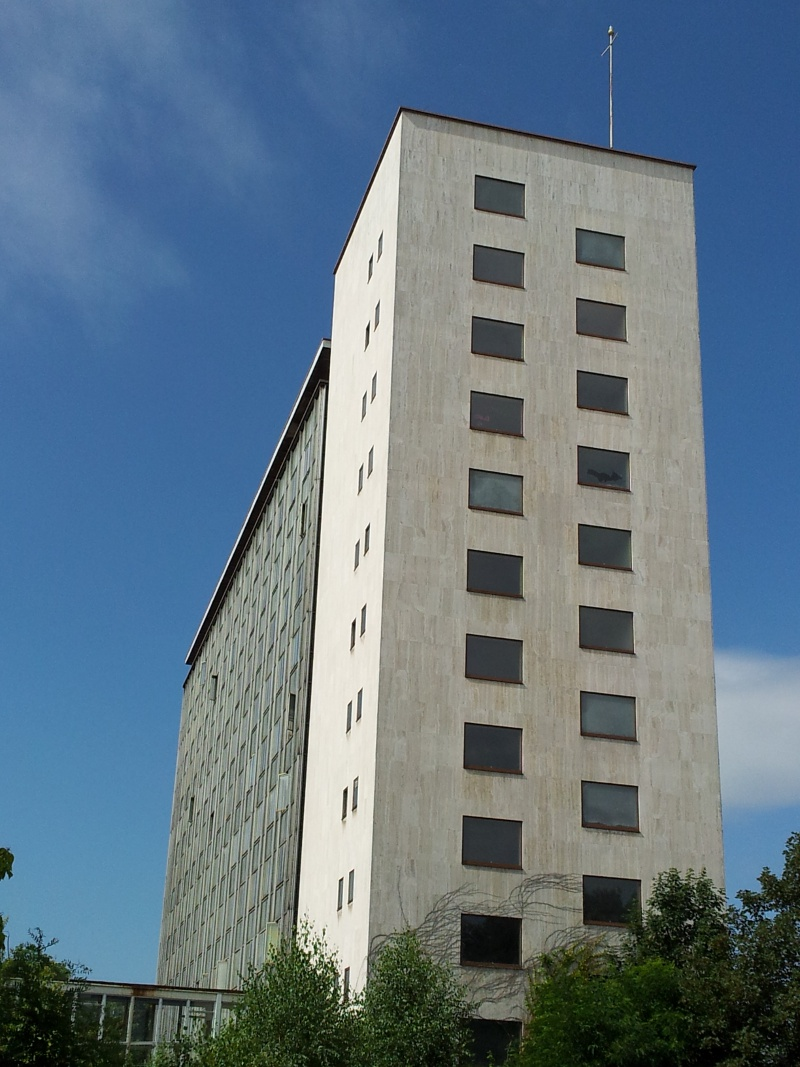
FFA Baden-Baden
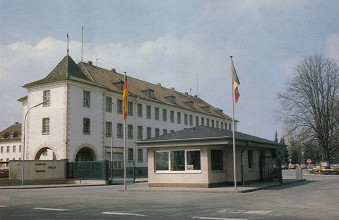
FBA/BSD Köln-Weiden, Caserne/Kazerne Witte-de Haelen
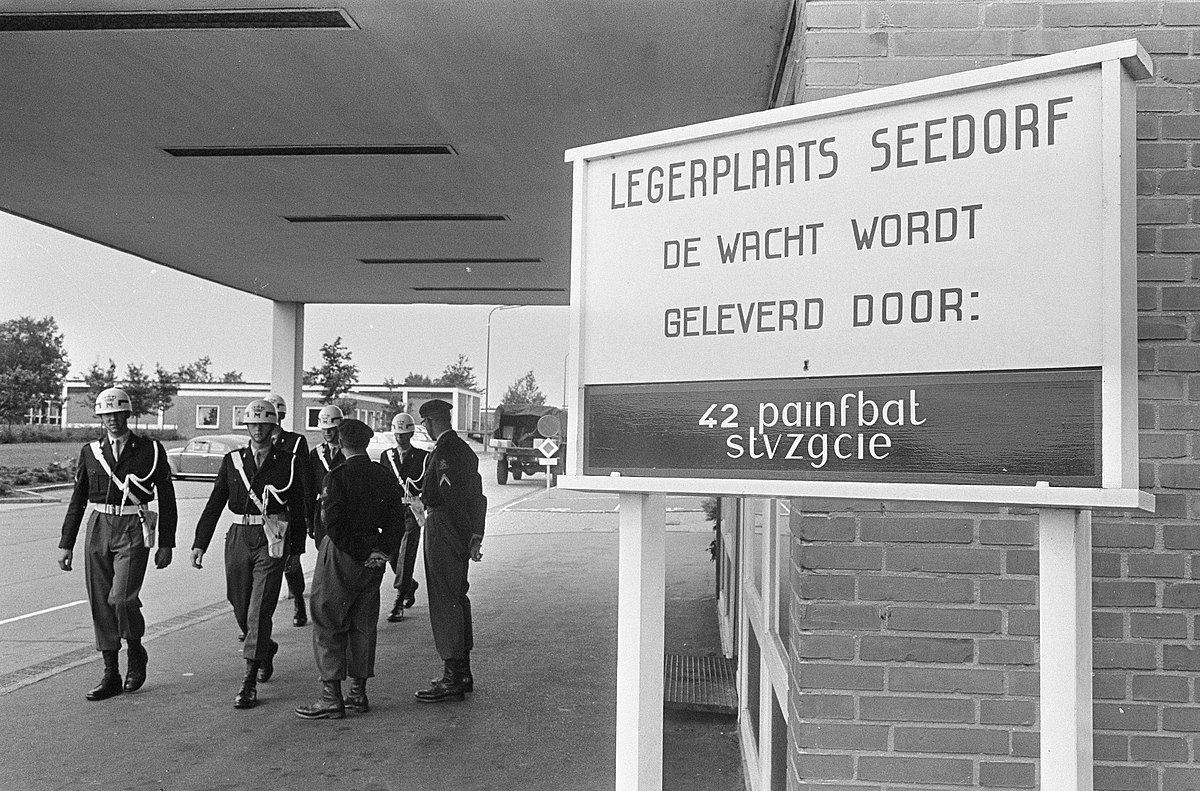
NL-Brigade Seedorf
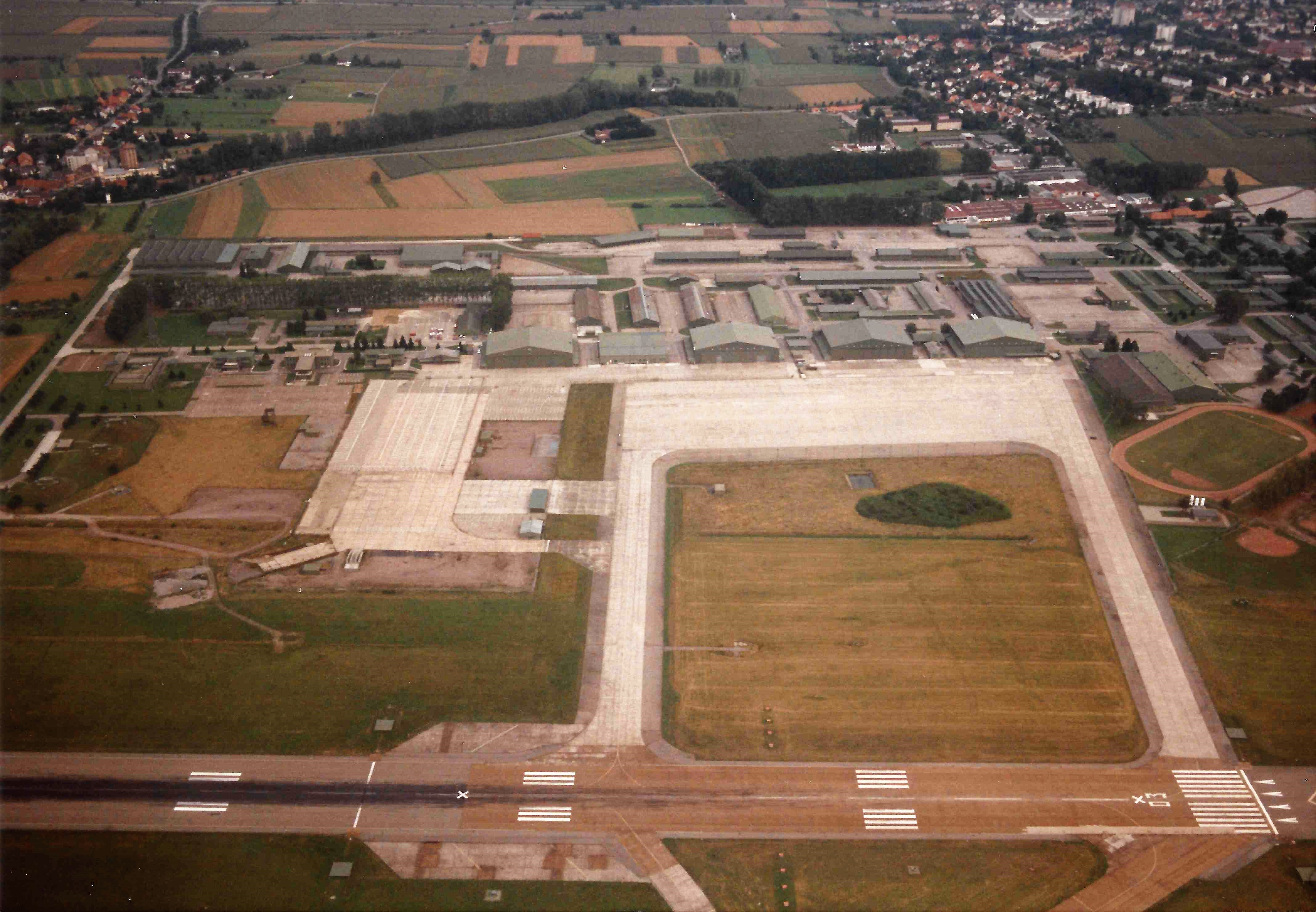
CFE/FCE Lahr
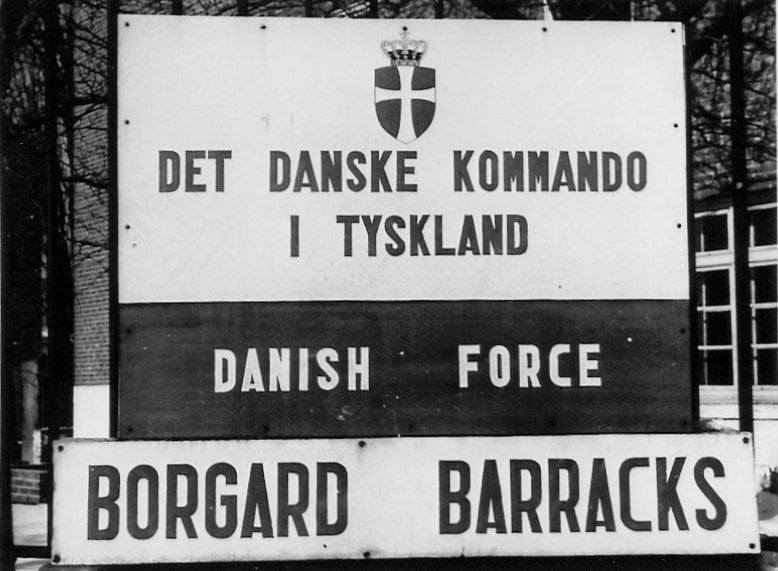
DK-Brigade Itzehoe
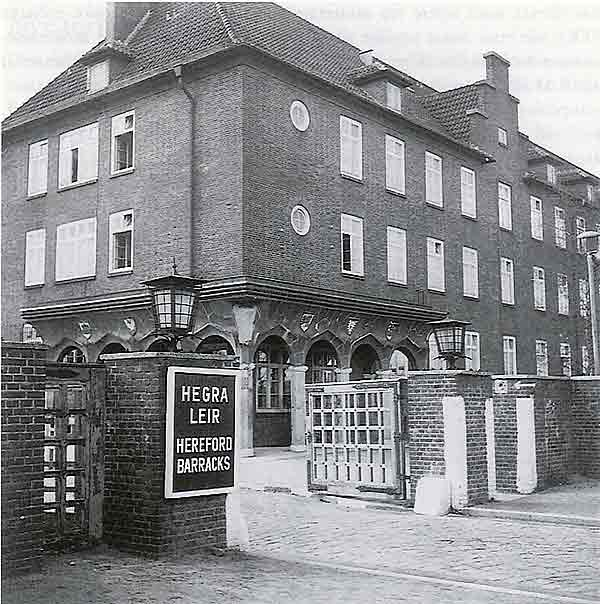
NO-Brigade Flensburg
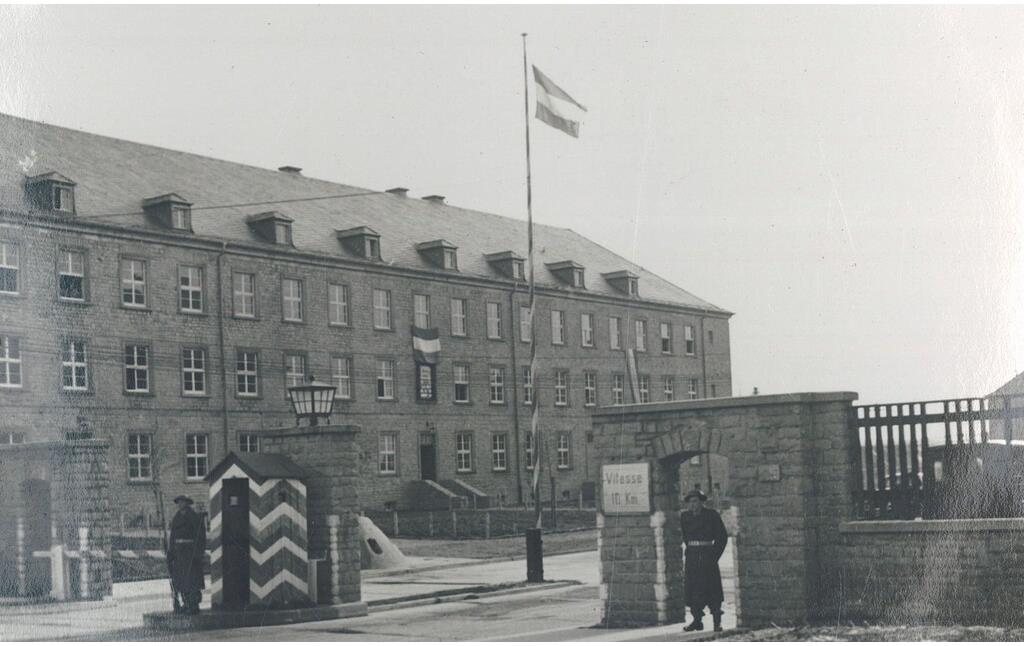
LU-Brigade Bitburg

### 1990 bis heute
Im Zwei-plus-Vier-Vertrag wurden auch die militärischen Fragen im Zusammenhang mit der deutschen Vereinigung geregelt: Das vereinigte Deutschland würde Mitglied der NATO bleiben; die etwa 400.000 sowjetischen Soldaten sollten bis Ende 1994 vollständig aus dem Gebiet der ehemaligen DDR abziehen, und in der ehemaligen DDR und Berlin dürfen keine ausländischen Streitkräfte oder Nuklearwaffen stationiert werden.
Nach 1989 (Ende des Kalten Krieges, Zerfall des Ostblocks, Zerfall der Sowjetunion) reduzierten auch die NATO-Verbündeten ihre militärische Präsenz in Deutschland drastisch. Die USA reduzierten ihre Truppen zwischen 1990 und 2000 von über 200.000 auf etwa 70.000 Soldaten. Belgien zog seine in Deutschland stationierten Verbände nahezu komplett ab; ebenso Kanada.
Es existieren in Deutschland (neben der Bundeswehr) auch weiterhin zahlreiche militärische Stützpunkte von verbündeten Streitkräften, vor allem die der US Army (Heer) und der US Air Force (Luftwaffe). Die Vereinigten Staaten stellen mit ungefähr 35.000 US-Militärangehörigen auch das größte ausländische Kontingent in Deutschland und sind vorwiegend in Baden-Württemberg, Bayern, Hessen und Rheinland-Pfalz stationiert. Die Britischen Streitkräfte in Deutschland sind als Nachfolger der Britischen Rheinarmee noch mit 342 Militärangehörigen in Nordrhein-Westfalen vertreten. Bereits 2002 waren die letzten Teile der RAF Germany sowie die belgischen Streitkräfte in Deutschland abgezogen worden. Das französische Heer ist nur noch am Hauptquartier der Deutsch-Französischen Brigade in Müllheim vertreten. Die Niederlande sind im 1. Deutsch-Niederländischen Korps vertreten.
2013 wurde eine vom US-Verteidigungsministerium in Auftrag gegebene Studie veröffentlicht, in der Kosten und Nutzen von ausländischen Basen analysiert und auch explizit Empfehlungen für deren Zukunft ausgesprochen wurden. In den drei dort vorgestellten – größere und kleinere Reduzierungen umfassenden – Szenarien wurden z. B. die Standorte Schweinfurt, Heidelberg und Bamberg in allen drei Analysen als Minimalvariante eines Abzuges vorgeschlagen, was auch 2014 erfolgte. Als potentiell schließbare Standorte wurden Ansbach/Illesheim, Grafenwöhr, Hohenfels, Vilseck und Baumholder genannt.
Die RAND-Studie empfahl, die Standorte in und um Kaiserslautern (Ramstein, Miesau, Medical Center), Spangdahlem, Wiesbaden und Stuttgart zu behalten.
Insgesamt hat sich seit 1990 ein grundlegender Wandel in der Form der Stationierung insbesondere bei den in Deutschland ansässigen europäischen Streitkräften vollzogen: Während bis 1990 Standorte, Übungsplätze und Kasernen klar der Federführung einzelner Nationen zugeordnet werden konnten, ist seit 1990 ein viel integrativeres Element festzustellen. So sind die französischen und niederländischen Truppen Teile binationaler Strukturen (Deutsch-Französische Brigade und Deutsch-Niederländisches Korps), die Niederlande leasen deutsche Panzer, britische Soldaten sind in einer Kaserne und britische Munition in einem Depot der Bundeswehr angesiedelt und der einzig verbliebene Übungsplatz der Briten wird fast die Hälfte der Trainingswochen im Jahr von der Bundeswehr und anderen NATO-Verbündeten genutzt. Bei den Standorten der US-Streitkräfte kann man dieses integrative Element zumindest auch für den Truppenübungsplatz Grafenwöhr feststellen, der in einem hohen  Maße (fast zu 40 %) auch von der Bundeswehr und anderen (NATO-)Verbündeten mitgenutzt wird.

Standorte der US Armed Forces in Deutschland im Jahr 2014

Seit dem Ende des Kalten Krieges hat sich insbesondere für die US-Truppen die Aufgabenstellung der Stationierung in Deutschland verändert. Die Aufgabe des Schutzes vor einer Bedrohung durch fremde Mächte ist zurückgetreten, während die Organisation von Einsätzen in Asien und Afrika an Bedeutung gewonnen hat. Diese Einsätze werden insbesondere über Ramstein und Stuttgart gesteuert.

#### Geplanter Teil-Truppenabzug der USA
Im Juni 2020 wollte der damalige Präsident Trump einen Teil der US-Truppen aus Deutschland abziehen. Ende Juli 2020 informierte Verteidigungsminister Esper im Detail, dass die Truppenstärke auf 24.000 Soldaten reduziert werden sollte. Der Abzug von knapp 12.000 Mann, die rund ein Drittel der derzeit noch in Deutschland stationierten Truppen ausgemacht hätte, sollte ab September 2020 erfolgen. Planungen dafür bestanden bereits seit Sommer 2019 und wurden mit dem aus Sicht der Regierung um Trump zu geringem finanziellen Beitrag Deutschlands für die NATO begründet. Betroffen sein sollten dabei insbesondere die Standorte Vilseck, Grafenwöhr, Stuttgart und Spangdahlem. Die Kommandozentrale der US-Truppen in Europa sollte zudem von Stuttgart ins belgische Mons verlegt werden. Gut die Hälfte der abgezogenen Soldaten sollte in die USA zurückkehren, die anderen nach Osteuropa, Italien und Belgien verlegt werden.
Der frühere Befehlshaber der US-Truppen in Europa, General Ben Hodges, kommentierte dies im Juni 2020 mit den Worten: „Der Grund, aus dem wir US-Truppen in Deutschland stationiert haben, ist nicht der Schutz der Deutschen – alles, was wir haben, ist zu unserem Nutzen.“ Und an anderer Stelle: „Die US-Truppen in Deutschland dienen vor allem zur schnellen Unterstützung von Kräften, die aus den USA kommen, mit Logistik, Verwaltung oder Kommunikation. Die einzigen echten Kampftruppen, die wir haben, sind im bayerischen Vilseck stationiert. Das ist es. Alles andere ist nötig, um amerikanische Einheiten etwa auf dem Weg nach Afrika oder in den Mittleren Osten zu unterstützen.“ Der ehemalige Generalinspekteur der Bundeswehr Harald Kujat vertrat die gleiche Meinung: „Die Amerikaner sind nicht hier, um uns einen Gefallen zu tun, sondern weil sie strategische Interessen haben.“
Die Reaktionen der deutschen Bevölkerung hinsichtlich des Abzuges von ca. 12.000 Einheiten sind – von den betroffenen Standorten einmal abgesehen – mehrheitlich gelassen: Einer Umfrage nach befürworten 47 Prozent der Befragten die Reduzierung der US-Truppen, ein Viertel sprach sich sogar für einen vollständigen Abzug aus, nur knapp ein Drittel möchte die derzeitige Stärke beibehalten oder sogar aufstocken (4 Prozent). Gut ein Fünftel war unentschlossen. Von den sechs im Bundestag vertretenen Fraktionen haben sich fünf (alle außer der Linken) gegen den Truppenabzug ausgesprochen, obwohl selbst in der eigenen Wählerschaft die Anhänger eines Abzuges zumeist in der Mehrheit sind. Eine andere, zeitgleich durchgeführte Umfrage ergab ein davon abweichendes Bild: Demnach sehen 48 Prozent der Bevölkerung den Abzug eher oder sehr kritisch, während 36 Prozent diesen eher oder sehr gut finden (16 Prozent hatten keine Meinung).
In den Vereinigten Staaten wurde der Abzug eher kritisch gesehen. So legte der Kongress im Dezember 2020 ein Gesetzespaket zum Verteidigungshaushalt vor, wonach der Verteidigungsminister zunächst darlegen müsste, ob dies „im nationalen Interesse wäre“. Außerdem dürfe erst 120 Tage danach mit dem Abzug begonnen werden. Trump legte dagegen ein Veto ein, was allerdings sowohl vom Repräsentantenhaus als auch vom Senat zurückgewiesen und somit verabschiedet wurde.
Mit dem Amtsantritt der neuen Administration unter Präsident Joe Biden wurden diese Abzugspläne verworfen, stattdessen wurde im April 2021 eine Erhöhung der Truppen um 500 Soldaten angekündigt. Am 6. August 2021 teilte die United States Army Europe and Africa mit, dass die Liegenschaften Barton Barracks in Ansbach, Pulaski Barracks in Kaiserslautern, Coleman Barracks in Mannheim, Weilimdorf Warehouse in Stuttgart und das Amelia Earhart Center in Wiesbaden entgegen vorherigen Planungen nicht geschlossen werden. Der „wachsende Bedarf an Einrichtungen auf dem Kontinent“ wurde als Grund angegeben.

### Anzahl der Soldaten ausländischer Streitkräfte
| Land                   | 2006   | 2009   | 2014   | 2016   | 2020   | 2024   |
| ---------------------- | ------ | ------ | ------ | ------ | ------ | ------ |
| Vereinigte Staaten     | 72.416 | 56.680 | 42.450 | 35.800 | 34.500 | 39.440 |
| Vereinigtes Königreich | 20.039 | 18.602 | 13.400 | 3.671  | 342    | 1.500  |
| Frankreich             | 3.708  | 3.582  | 1.623  | 594    | 562    | 597    |
| Niederlande            | 2.173  | 610    | 477    | 443    | 561    | 584    |
| Belgien                | 284    | 221    | 105    | 148    | 80     | 95     |
| Kanada                 | ?      | ?      | 140    | 107    | ?      | 158    |
| Gesamt                 | 98.620 | 79.695 | 58.195 | 40.763 | 36.045 | 42.374 |

Die 562 französischen Soldaten gehören der Deutsch-Französischen Brigade in Müllheim an. Präsident Nicolas Sarkozy hatte zwischenzeitlich in den Raum gestellt, auch diese abziehen zu wollen, dieses aber nach der Zusage Berlins, ebenso viele deutsche Soldaten westlich des Rheins zu stationieren wie sich französische östlich davon befänden, nicht umgesetzt. 2010 wurde das Jägerbataillon 291 der Bundeswehr mit etwa 600 Soldaten nach Illkirch-Graffenstaden verlegt.
Das dem US-amerikanischen Verteidigungsministerium unterstellte Defense Manpower Data Center veröffentlichte mit Stand 30. September 2016 die Verteilung auf die einzelnen Waffengattungen: Auf die zu diesem Zeitpunkt genannten 34.562 Soldaten in Deutschland entfielen auf die Army 20.606, die Navy 879, das USMC 1.063, die Air Force 12.004 und die Coast Guard 10 Soldaten. Weiterhin kommen zu der US-Truppenstärke von ca. 35.000 Soldaten noch weitere ca. 17.000 zivile US-Mitarbeiter der US-Streitkräfte in Deutschland. Dazu kommen noch 25.000 Familienangehörige aus den USA. Die US-Streitkräfte sind zudem Arbeitgeber für ca. 12.000 zivile deutsche Arbeitnehmer und damit ein wichtiger wirtschaftlicher Faktor.
Mit 18.459 Einheiten sind – Stand 2019 – mehr als die Hälfte der US-Truppen in Rheinland-Pfalz stationiert, 11.689 sind in Bayern, 3036 in Baden-Württemberg und 2471 in Hessen.
Zum Vergleich: Truppenstärke der Bundeswehr: 180.145 Soldaten (Stand: August 2024).

## Stationierungsgründe und politische Kontroverse
Politisch wurde die Stationierung ausländischer Streitkräfte in Ost und West stets kontrovers beurteilt. In der SBZ/DDR war eine offene gesellschaftliche Debatte über die Stationierung der sowjetischen Streitkräfte nicht möglich. Außerdem waren die sowjetischen Streitkräfte an der gewaltsamen Niederschlagung des Volksaufstandes vom 17. Juni 1953 beteiligt. In der Bundesrepublik spiegelte sich diese Kontroverse in den Wahlprogrammen konkurrierender Parteien zum Bundestag oder in der Gründung von pazifistischen Bürgerinitiativen wider. Insgesamt beurteilte aber eine stabile Mehrheit die Stationierung der NATO-Truppen als notwendiges Gegengewicht zu den Truppen des Ostblocks. Die Stationierung sollte aus Sicht der Bundesregierung und der NATO der militärischen Notwendigkeit im Rahmen der Doktrin der „Vorneverteidigung“ Rechnung tragen, vor allem aber den politischen Zusammenhalt des Bündnisses sichern, nach dessen Vertragsinhalt der Angriff auf ein Bündnismitglied als Angriff auf alle Bündnismitglieder zu werten war. Der erste Generalsekretär der NATO, Baron Ismay, soll den Auftrag der NATO während ihrer Gründungsjahre mit den Worten „to keep the Americans in, the Russians out and the Germans down“ zusammengefasst haben.
Nach Ende des Ost-West-Konfliktes wird der Fortbestand der NATO und damit der Stationierung ausländischer Truppen in Deutschland erneut kontrovers diskutiert. In Deutschland fordern Linke, Rechte und Pazifisten einen Austritt aus der NATO und die Beendigung der ausländischen Militärpräsenz. Besonders die Präsenz von Nuklearwaffen in Deutschland stößt auf große Kritik. Von den Gegnern der ausländischen Militärpräsenz heißt es in diesem Zusammenhang oft, Deutschland sei praktisch „noch immer besetzt“. Die Bundesregierungen sowie Mehrheiten fast aller im Bundestag vertretenen Parteien betonen dagegen weiterhin den politischen und militärischen Nutzen der Einbettung der Bundesrepublik in die westliche Wertegemeinschaft und ihre multilateralen, auch militärischen, Strukturen.
Das 2002 beschlossene und auf dem NATO-Gipfel 2014 bekräftigte „2-Prozent-Ziel“ gerät seit der ersten Amtsübernahme des US-Präsidenten Donald Trump verstärkt in den Fokus der Öffentlichkeit. Trump möchte dieses Ziel in Deutschland und anderen NATO-Bündnisländern durchsetzen, andernfalls droht er mit Konsequenzen bis hin zum Truppenabzug aus Deutschland. Tatsächlich beschlossen wurde auf dem NATO-Gipfel vom 4. bis 5. September 2014 in Wales jedoch lediglich, sich innerhalb von zehn Jahren auf den Richtwert von zwei Prozent zuzubewegen, um die NATO-Fähigkeitenziele zu erreichen und Fähigkeitslücken der NATO zu schließen. Die NATO-Führung schätzt einen Abzug derzeit (August 2019) jedoch als unwahrscheinlich ein und trifft keine diesbezüglichen Vorbereitungen.
Im Sommer 2018 wurde eine im Auftrag der dpa durchgeführte Umfrage des Meinungsforschungsinstituts YouGov veröffentlicht, in der die Deutschen zur Stationierung von US-Truppen befragt wurden. In dieser sprachen sich 42 % der Befragten für einen Abzug der US-Truppen und 37 % Prozent für einen Fortbestand der US-Präsenz aus. 21 % hatten hierzu keine Meinung.
Am 9. August 2019, kurz vor geplanten Europareisen Trumps, verschärften die Vereinigten Staaten ihre Androhung des Teilabzugs ihrer Truppen aus Deutschland. „Es ist wirklich beleidigend zu erwarten, dass der US-Steuerzahler weiter mehr als 50.000 Amerikaner in Deutschland bezahlt, aber die Deutschen ihren Handelsüberschuss für heimische Zwecke verwenden“, so der US-Botschafter in Deutschland, Richard Grenell. Deutschland liegt 2019 bei den Verteidigungsausgaben trotz eines deutlichen Plus mit angestrebten 1,36 % des Bruttoinlandsprodukts im laufenden Jahr weit unter dem NATO-Ziel von 2 %. Bis 2024 will die Bundesregierung zwar 1,5 % erreichen. An der mittelfristigen Finanzplanung ist das aber nicht abzulesen, dort stehen für 2023 1,24 %.

## Heutige Rechtsgrundlage
Beim Aufenthalt von ausländischen Truppenverbänden auf deutschem Hoheitsgebiet ist generell zwischen der Rechtsgrundlage der Truppenstationierung (Recht zum Aufenthalt) und der Rechtsstellung der stationierten Truppen (Recht des Aufenthalts) zu differenzieren:
- Das Recht zum Aufenthalt ergibt sich aus dem Vertrag über den Aufenthalt ausländischer Streitkräfte in der Bundesrepublik Deutschland vom 23. Oktober 1954 (Aufenthaltsvertrag; BGBl. 1955 II S. 253).
- Das Recht des Aufenthalts ergibt sich aus dem Abkommen zwischen den Parteien des Nordatlantikvertrags über die Rechtsstellung ihrer Truppen vom 19. Juni 1951 (NATO-Truppenstatut; BGBl. 1961 II S. 1190) sowie dem Zusatzabkommen zum Abkommen zwischen den Parteien des Nordatlantikvertrags über die Rechtsstellung ihrer Truppen hinsichtlich der in der Bundesrepublik Deutschland stationierten Truppen vom 3. August 1959 (Zusatzabkommen; BGBl. 1961 II S. 1183, 1218). Das Zusatzabkommen wurde nach Herstellung der deutschen Einheit durch Abkommen vom 18. März 1993 umfassend geändert (BGBl. 1994 II S. 2594).[49]
- Die Wissenschaftlichen Dienste des Deutschen Bundestages stellten 2017 in einer Veröffentlichung unter dem Unterpunkt Kündigung des Stationierungsrechts fest: „Sowohl der Aufenthaltsvertrag als auch das NATO-Truppenstatut können aufgekündigt werden. Nach Nr. 3 der Vereinbarung vom 25. September 1990 zu dem Vertrag über den Aufenthalt ausländischer Streitkräfte in der Bundesrepublik Deutschland kann die Bundesrepublik Deutschland den Aufenthaltsvertrag in Bezug auf eine oder mehrere Vertragsparteien unter Einhaltung einer Frist von zwei Jahren beenden. Nach Art. XIX Abs. 1 und 3 NATO-Truppenstatut kann jede Vertragspartei das Abkommen mit einer Frist von einem Jahr nach Eingang der Notifizierung bei der Regierung der USA kündigen. Obwohl die Möglichkeit einer Kündigung rechtlich besteht, dürfte sie politisch nicht gangbar sein.“[50]

## Kosten der Stationierung
Der Unterhalt ausländischer Besatzungstruppen nach den beiden Weltkriegen musste gemäß der Haager Landkriegsordnung vom besetzten Staat, in diesem Fall also von Deutschland finanziert werden. So beliefen sich 1950 die Besatzungskosten allein für Westdeutschland auf rund 4,5 Milliarden D-Mark jährlich, was damals einer Belastung von jährlich 95,46 D-Mark pro Kopf der westdeutschen Bevölkerung entsprach. Erst durch den Deutschlandvertrag wurde 1955 die Besatzung beendet und die Bundesrepublik weitgehend souverän, wodurch auch die Grundlagen für Besatzungskosten entfielen.
Durch den Beitritt zur NATO und die Stationierung verbündeter Truppen fielen jedoch auch nach Ende der Besatzungszeit gewisse Kosten durch diese Truppen an, die gelegentlich als fortwährende Besatzungskosten empfunden wurden. Als NATO-Mitglied war die Bundesrepublik zwar nicht verpflichtet, Stationierungskosten der verbündeten Streitkräfte in Deutschland zu übernehmen. In den ersten Jahren kam es jedoch immer wieder zu langwierigen Verhandlungen um den angemessenen Verteidigungsbeitrag der Bundesrepublik zur NATO. Denn der Aufbau der deutschen Bundeswehr kam langsamer voran als erwartet, die dafür im Etat vorgesehenen Gelder wurden nicht verbraucht, und damit wurde der erwartete finanzielle und militärische Beitrag der Bundesrepublik zur Gesamtstärke der NATO nicht erreicht. Außerdem forderten die Entsendestaaten einen finanziellen Ausgleich des Devisenzuflusses, der durch die ausländischen Streitkräfte in die Bundesrepublik gelangte. Manche Verbündete warfen der Bundesrepublik gar vor, unter dem Schutz ihrer nach Westdeutschland entsandten NATO-Truppen den Aufbau der eigenen Streitkräfte zugunsten des industriellen Wachstums zu vernachlässigen. Großbritannien und Frankreich hingegen standen Ende der 1950er Jahre vor einer ernsten Finanzkrise und Großbritannien überlegte, seine Truppen in der Bundesrepublik zu reduzieren. Daraufhin erreichte die Bundesrepublik durch finanzielle Hilfen und Waffenkäufe in Großbritannien eine Garantie der britischen Truppenstärke bis 1959.
Nicht zuletzt trug auch ein aus der Besatzungszeit überkommenes Anspruchsdenken („Besatzermentalität“) der ehemaligen Besatzungsmächte dazu bei, dass sich die schrittweise Reduzierung dieser Kosten bis ans Ende der 1950er-Jahre hinzog. Die späteren „Beiträge zu den Kosten der Stationierung alliierter Truppen in der Bundesrepublik“ oder „Maßnahmen der gegenseitigen Hilfe“ nach Artikel 3 des NATO-Paktes waren jedoch juristisch wie auch von der Größenordnung her nicht mehr mit Besatzungskosten vergleichbar. Bis einschließlich 1956 erhielt die US Army von der Bundesrepublik Deutschland noch umgerechnet 300 Millionen US-Dollar im Jahr. Von 1957 bis 1960 lag diese Summe aufgrund von Wechselkursschwankungen in US-Dollar umgerechnet deutlich niedriger. Der Unterhalt für die sowjetische Armee in der DDR kostete von 1970 bis 1984 zwischen 622 und 812 Millionen DDR-Mark jährlich. Dies entsprach zwischen 3,1 und 9 Prozent der Ausgaben für Landesverteidigung in der DDR. Die Bundesrepublik machte 1990 Hilfszusagen zur Wiedereingliederung der sowjetischen Truppen in die sowjetische Gesellschaft z. B. durch den Bau von Wohnungen.
Nach dem Ende des Kalten Krieges fallen Kosten durch die stationierten Truppen von NATO-Staaten in nochmals weit geringerem Umfang an. Die Entsendeländer bekommen Grundstücke zur militärischen Nutzung kostenfrei überlassen, tragen jedoch Kosten für Baumaßnahmen und den laufenden Betrieb selbst, wobei die Durchführung der Baumaßnahmen in den Händen der Bundesbauverwaltung liegt. Abgesehen etwa von Grundsteuern und der Regulierung von Manöverschäden entstehen Kosten für die Bundesrepublik vor allem durch den Abzug ausländischer Truppen, nämlich in Form von Überbrückungsbeihilfen für ehemalige Zivilmitarbeiter und Ausgleichszahlungen für den Restwert von Investitionen der Entsendestaaten an zurückgegebenen Standorten. Hinzu kommen laut einer Recherche der Süddeutschen Zeitung ca. 50 bis 70 Millionen Euro pro Jahr, die der Bund für die Planung von Bauvorhaben der US-Armee bezahlt. Ursache dafür ist, dass die US-Amerikaner die Planungen für solche Vorhaben laut einem Abkommen aus dem Jahr 1975 nicht selber durchführen dürfen, sondern nur deren Kosten erstatten und diese Kosten zur Zeit des Abkommens geringer waren als aktuell und seitdem nicht angepasst wurden.
Von 1995 bis einschließlich 2004 waren die Kosten im Bundeshaushalt unter Kapitel 6009 „Verteidigungslasten im Zusammenhang mit dem Aufenthalt ausländischer Streitkräfte“ zusammengefasst:
| Haushaltsjahr | Einnahmen (Mio. DM) | Ausgaben (Mio. DM) |
| ------------- | ------------------- | ------------------ |
| 1998          | 70,9                | 286,5              |
| 1999          | 75,3                | 263,2              |
| 2000          | 49,5                | 222,2              |
| 2001          | 49,9                | 208,0              |

| Haushaltsjahr | Einnahmen (Mio. Euro) | Ausgaben (Mio. Euro) |
| ------------- | --------------------- | -------------------- |
| 2002          | 27,5                  | 132,8                |
| 2003          | 26,9                  | 127,6                |
| 2004          | 24,9                  | 123,5                |

Eine genaue aktuelle Auflistung ist schwierig, da im Bundeshaushalt zahlreiche Einzeltitel Gelder bereitstellen. 2013 wurden im Bundeshaushaltsplan für Lasten im Zusammenhang mit dem Aufenthalt bzw. Abzug von ausländischen Streitkräften noch 56,1 Mio. Euro ausgewiesen; 2014 reduzierte sich dieser Posten auf 40,6 Mio. Euro und 2015 auf 40,9 Mio. Euro. Das Bundesfinanzministerium wies 2019 auf seiner Website darauf hin: „Die finanziellen Leistungen des Bundes im Zusammenhang mit dem Aufenthalt ausländischer Streitkräfte sind grundsätzlich im allgemeinen Bundeshaushalt – Kapitel 0802 – veranschlagt.“ Demnach betragen 2019 die Ausgaben ca. 59 Mio. Euro.
Im August 2019 wurde eine Kleine Anfrage an die Bundesregierung gestellt, in deren Antwort eine sehr detaillierte Aufstellung der anfallenden Kosten hinsichtlich der ausländischen Streitkräfte ausgewiesen wurde. Dabei wurden auch Sanierungskosten, Restwertzahlungen, Baumaßnahmen, Renaturierung etc. erfasst.

### Finanzielle Unterstützung der stationierten US-Truppen durch Deutschland

#### 2004 und 2009
Der ehemalige US-Botschafter in Deutschland Richard Holbrooke erklärte 2004: „Drei Viertel der US-Truppen, die im Kalten Krieg in Deutschland standen, sind abgezogen worden. Die restlichen Soldaten sind auf deutschen Wunsch hin im Land, Deutschland zahlt eine Milliarde Dollar pro Jahr für ihren Unterhalt.“ Eine US-Studie bezifferte den Beitrag Deutschlands zur Stationierung US-amerikanischer Truppen für 2009 auf 597,9 Mio. Euro. Dabei handelt es sich jedoch nicht um direkte Zahlungen. Der Großteil umfasst die unentgeltliche Überlassung von Liegenschaften und Infrastruktur.

#### 2010 bis 2019
Die Präsenz der US-Truppen in Deutschland kostete den deutschen Staat in den Jahren 2010 bis einschließlich 2019 insgesamt 982 Millionen Euro (= 98,2 Mio. Euro pro Jahr). Davon entfielen 648,5 Millionen Euro auf Zuschüsse für durch US-Streitkräfte vorgenommene Baumaßnahmen und 333,9 Millionen auf sogenannte Verteidigungsfolgekosten. Dazu zählen vor allem Beihilfezahlungen an ehemalige Beschäftigte der US-Streitkräfte, die Behebung von durch US-Soldaten verursachte Schäden und die Erstattung von US-Investitionen an ehemaligen Truppenstandorten.

### Aus Sicht der Gastländer
Das US-Verteidigungsministerium schätzte die Aufwendungen für US-Truppen in Deutschland alleine für das Jahr 2020 auf umgerechnet rund 7,234 Milliarden Euro. Von den Ausgaben der USA für ihre in Deutschland stationierten Truppen profitieren die Militärstandorte in besonderem Maße. Für Rheinland-Pfalz liegen konkrete Zahlen vor; dort ist mehr als die Hälfte der US-Soldaten in Deutschland stationiert. Zu den etwa 18.500 Militärs kommen 12.000 US-Zivilbeschäftigte und 25.000 Familienangehörige. Außerdem werden 7200 deutsche Zivilangestellte von den US-Streitkräften bezahlt. Eine Studie geht davon aus, dass durch die US-Truppenpräsenz alleine in Rheinland-Pfalz eine Wirtschaftskraft von 2,347 Milliarden US-Dollar generiert wird: 1,123 Milliarden an Löhnen und Gehältern, die in der Region verbleiben, 400 Millionen, die für Baumaßnahmen, Dienstleistungen, Material, Beschaffungen und Ausrüstung ausgegeben werden und 824 Millionen US-Dollar, die durch indirekt geschaffene Arbeitsplätze an Wertschöpfung in die Region fließen. Hochgerechnet auf ganz Deutschland generieren die US-Streitkräfte somit über 4 Mrd. US-Dollar Wirtschaftskraft jährlich, denen pro Jahr etwa 98 Millionen Euro Ausgaben des deutschen Staates gegenüberstehen. Die Wertschöpfung durch die Präsenz der US-Streitkräfte übersteigt die Ausgaben des deutschen Staates damit um mehr als das Vierzigfache.

#### Geschichte
Kosten und Nutzen von Basen im Ausland werden auch in den entsendenden Ländern immer wieder diskutiert. So führten wirtschaftliche Krisen, wie etwa eine Finanzkrise Ende der 1950er-Jahre zu Überlegungen Großbritanniens, die Truppen in Deutschland aus Kostengründen zu reduzieren. Da nach dem Ende der Besatzungszeit 1955 die Bundesrepublik nicht mehr verpflichtet war, die Besatzungskosten selbst zu tragen, flossen durch die alliierten Stationierungsaufwendungen Devisen von den Entsendestaaten in die Bundesrepublik. Daher forderten einige Stationierungsstaaten eine finanzielle Kompensation durch die Bundesrepublik, um diesen wirtschaftlichen Vorteil auszugleichen.
Großbritannien entschied im Jahr 2013, die verbliebenen Britischen Streitkräfte in Deutschland wieder auf eigenem Territorium zu stationieren; dies war vor allem eine ökonomische Entscheidung. Die britische Regierung ließ verlauten, dass der Abzug aus Deutschland der heimischen Wirtschaft einen Schub in Höhe von 1,8 Mrd. Pfund bringen würde.
Auch in den USA gab und gibt es starke Bestrebungen, von den ökonomischen Potentialen, die Basen mit sich bringen, lieber im eigenen Land als auswärts zu profitieren. So legte hierzu das RAND National Defense Research Institute, eine Non-Profit-Organisation, die im Auftrag des US-Verteidigungsministeriums Analysen durchführt, diesem 2013 einen umfassenden Bericht über „Costs“ und „Benefits“ der ausländischen Basen. Nach diesem Bericht wurden die Zuwendungen, die Deutschland 2009 den USA bereitstellte, mit 597,9 Millionen Euro bewertet, davon 450 Mio. für Beteiligungen an baulichen Maßnahmen, 70 Mio. als Kompensation für den Restwert von Baumaßnahmen der USA und 51,1 Mio. für die Anmietung von Wohnungen für US-Militärangehörige.

## Flächenumfang und Wohneinheiten
Zum Stand 1. Januar 2011 waren den ausländischen Streitkräften bzw. dem NATO-Hauptquartier in Deutschland nachfolgende Flächen und Wohneinheiten überlassen:
| Streitkräfte                             | Überlassene Gesamtfläche (ha) | Anzahl überlassene Wohnungen |
| ---------------------------------------- | ----------------------------- | ---------------------------- |
| Streitkräfte der Vereinigten Staaten     | 53.870                        | 24.226                       |
| Streitkräfte des Vereinigten Königreichs | 21.037                        | 12.074                       |
| Französische Streitkräfte                | 00.196                        | 01.431                       |
| Niederländische Streitkräfte             | 00.011                        | 00.178                       |
| Belgische Streitkräfte                   | 00.0000,3                     | 00.004                       |
| Kanadische Streitkräfte                  | 00.000                        | 00.006                       |
| NATO-Hauptquartiere                      | 00.002                        | 00.000                       |

Auf diesen Flächen befinden sich Kasernen, Flugplätze, Übungsplätze, Schießstände, Depots, Nachrichtenanlagen, Verwaltungsgebäude, Krankenhäuser, Offizierkasinos, Hotels, Sportanlagen, Werkstätten, Panzerstraßen, Ein- und Verkaufseinrichtungen, Schulen, Kirchen, Apotheken, Kinos, Kindergärten sowie Friedhöfe. Reduzierungen der Truppenstärke führen in der Regel zu Konversionsprojekten, mit denen die Militäranlagen einer zivilen Nutzung zugeführt werden.
Zum 1. Januar 2015 hat sich die Fläche der von ausländischen Streitkräften genutzten Liegenschaften auf ca. 690 km² und die der überlassenen Wohnungen auf 21.000 verringert.
Zum 1. Januar 2016 haben sich die Zahlen wie folgt entwickelt:
|                                                          | Überlassene Liegenschaften in ha (gerundet) | Wohn- einheiten |
| -------------------------------------------------------- | ------------------------------------------- | --------------- |
| US-Streitkräfte                                          | 46.896                                      | 15.416          |
| Britische Streitkräfte                                   | 13.353                                      | 04.049          |
| Französische Streitkräfte                                | 00054                                       | 00379           |
| andere Streitkräfte (Niederlande, Belgien, Kanada, NATO) | 02.342                                      | 00114           |
| Insgesamt                                                | 62.645                                      | 19.958          |

Bei den britischen Streitkräften ist der Truppenübungsplatz „Senne“ mit ca. 11.600 Hektar die größte Liegenschaft. Die Übungsplätze Grafenwöhr (22.600 ha) und Hohenfels (16.000 ha) sind die größten bei den US-Streitkräften.

## Auflistung wichtiger Einrichtungen
- Hauptquartier der US-Gesamtstreitkräfte für den Aufgabenbereich Europa (EUCOM) – Stuttgart-Vaihingen
- Hauptquartier der Sondereinsatzkräfte des EUCOM (SOCEUR) – Stuttgart-Vaihingen
- Hauptquartier der US-Gesamtstreitkräfte für den Aufgabenbereich Afrika (AFRICOM) – Stuttgart-Möhringen
- Hauptquartier der US-Heeresstreitkräfte in Europa (US Army Europe, USAREUR) – Wiesbaden-Erbenheim
- Hauptquartier der US-Luftwaffe in Europa (United States Air Forces in Europe, USAFE) – Ramstein
- Hauptquartier der US-Marineinfanterie in Europa und Afrika (United States Marine Forces Europe and Africa, MARFOREUR/AF) – Böblingen
- NATO Air Base Geilenkirchen (Standort der AWACS-Flugzeuge) – Geilenkirchen
- NATO-Kommandozentrum Ulm, Kommando für schnelle Truppen und Materialtransporte (JSEC – Joint Support and Enabling Command), einsatzbereit ab 2021 mit 270 Soldaten aus 19 NATO-Ländern[80][81]
- Landstuhl Regional Medical Center, LRMC (Lazarett der US-Heeresstreitkräfte) – Landstuhl
- Weiterhin gibt es seit 2005 „militärische Denkfabriken“ der NATO, sogenannte „Exzellenzzentren“, an denen sich Deutschland stark beteiligt (derzeit an 17 von 24 Einrichtungen), die aber im Sinne dieses Artikels keine „Ausländischen Militärbasen“ darstellen. Drei davon sind in Deutschland angesiedelt, in Kalkar, Kiel und Ingolstadt.[82]

## Genutzte Übungsplätze
Aktuell sind den US-Streitkräften in Deutschland die Truppenübungsplätze Hohenfels und Grafenwöhr sowie den britischen Streitkräften der Truppenübungsplatz Senne überlassen. Insbesondere die letzteren beiden Übungsplätze werden auch von der Bundeswehr und anderen alliierten Streitkräften genutzt. Hinzu kommen kleinere Standortübungsplätze.

## Regionale Auflistung
Nachfolgend eine Auflistung der aktiven militärischen Einrichtungen (ohne Wohngebiete, reine Betriebsflächen etc.). Die Abkürzungen hinter den einzelnen Einrichtungen beschreiben den Betreiber: USA = United States Army, USAF = United States Air Force, Europe, USMC = United States Marine Corps, GB = British Forces Germany, FF = Französisches Heer, NL = Niederländische Streitkräfte, CF = Kanadische Streitkräfte.
Die Wissenschaftlichen Dienste des Deutschen Bundestages veröffentlichten am 18. Januar 2017 eine Kurzinformation über den Umfang und die Standorte der in Deutschland stationierten US-Streitkräfte. Demnach verteilen sich die US-Streitkräfte auf elf Hauptstandorte und einige kleinere Standorte mit nur wenigen oder gar keinen Soldaten. Insgesamt dürfte sich die Anzahl der Liegenschaften „im höheren zweistelligen Bereich“ bewegen. Eine sehr detaillierte Aufstellung, die z. B. auch Wohnkomplexe mit einbezieht, wird jedes Jahr im Base Structure Report der Office of the Deputy Assistant Secretary of Defense (OASD) for Infrastructure veröffentlicht. Demnach gab es 2018 verteilt auf die unten genannten Standorte 119 Liegenschaften. In dieser Aufstellung sind auch vereinzelte, unbemannte Einrichtungen, die teilweise von lokalen Wachdiensten gesichert werden, wie z. B. die Egelsbach Transmitter Facility oder die Richtfunkanlage der US Air Force auf dem Mosisberg, aufgeführt.
Im August 2019 wurde eine Kleine Anfrage an die Bundesregierung gestellt und beantwortet, in der eine sehr detaillierte Aufstellung der Liegenschaften der ausländischen Streitkräfte (mit Stand 1. Januar 2019) ausgewiesen wurde; auch Wohnsiedlungen, Golfplätze u. ä. wurden dabei erfasst. Im September 2024 wurde in Washington der FY2024 Base Structure Report veröffentlicht, der für Deutschland 94 Standorte des US MIlitärs ausweist. In diesem werden auch Standorte ohne Personal wie Funkmasten, Golfplätze u. ä. benannt. Manchmal unterschiedlich verwendete Angaben in der Öffentlichkeit über „Standorte“ des US-Militärs sind auf unterschiedliche Bezüge zu Standorten mit Truppen oder zu Standorten allgemeiner Art – wie in diesem Report verwendet – zu sehen.
Die zwanzig sich in Deutschland befindlichen US-Atomwaffen lagern im Rahmen der Nuklearen Teilhabe auf dem Fliegerhorst Büchel der Bundeswehr und sind daher hier nicht extra ausgewiesen.

### Baden-Württemberg

#### Böblingen
- Panzerkaserne (USMC, USA) – Hauptquartier United States Marine Corps Forces Europe (48° 40′ 53″ N, 9° 2′ 45″ O)

#### Mannheim
- Coleman Barracks (Sandhofen) (USA) (49° 33′ 38″ N, 8° 27′ 52″ O) – Depot und Instandsetzung von LKWs und Panzern. Bis zu 500 Beschäftigte sind auf dem Gelände, auf dem viele Flächen und die meisten der ehemaligen Wohngebäude nicht mehr genutzt werden, tagsüber tätig.[86]

#### Müllheim (Baden)
- Robert-Schuman-Kaserne (früher Quartier Turenne) (FF) – Französische Elemente der Deutsch-Französischen Brigade

#### Stuttgart/Leinfelden-Echterdingen
- Stuttgart Army Airfield (Leinfelden-Echterdingen) (USA) (48° 41′ 31″ N, 9° 11′ 44″ O)
- Kelley Barracks – AFRICOM (Stuttgart-Möhringen) (USA)
- Patch Barracks – EUCOM & SOCEUR (Stuttgart-Vaihingen) (USA) (48° 44′ 6″ N, 9° 4′ 51″ O) – Bei Eucom sollen ca. 600 Soldaten und 300 Zivilisten beschäftigt sein[87]
- Weilimdorf Warehouse

### Bayern

#### Ansbach-Katterbach
- Barton-Barracks
- Heeresflieger (USAREUR)
- 5th Signal Command (USAREUR)

#### Garmisch-Partenkirchen
- George C. Marshall Europäisches Zentrum für Sicherheitsstudien (Artillerie-Kaserne, teilweise Schließung bis 2020)
- Edelweiss Lodge and Resort (US Armed Forces Recreation Center) (seit 2004)

#### Grafenwöhr
- Truppenübungsplatz Grafenwöhr (USA) (gemeinsame Nutzung mit Bundeswehr und anderen NATO-Partnern, 49° 40′ 23″ N, 11° 55′ 32″ O)

#### Hohenfels
- Joint Multinational Readiness Center (JMRC) (USA) (49° 13′ 58″ N, 11° 49′ 17″ O)

#### Illesheim
- Storck Barracks (USA) (49° 28′ 41″ N, 10° 23′ 7″ O)

#### Oberammergau
- NATO School (47° 35′ 36,4″ N, 11° 4′ 54,5″ O)

#### Oberstdorf
- Alpine Training Center (GB), Ausbildungsstandort mit ca. 35 britischen Soldaten[88]

#### Vilseck
- Rose Barracks (USA) (49° 42′ 16″ N, 11° 43′ 9″ O)

### Hessen

#### Wiesbaden
- Flugplatz Wiesbaden-Erbenheim – Hauptquartier US Army Europe (50° 2′ 42″ N, 8° 19′ 30″ O)
- Amelia Earhart Center

#### Griesheim
- Dagger Complex (Standort von US-INSCOM im Auftrag der NSA, der heute noch als Rechenzentrum dient. Ende der 2010er Jahre fand der Umzug der Belegschaft nach Wiesbaden in das Consolidated Intelligence Center statt.)

### Nordrhein-Westfalen

#### Dülmen
- Tower Barracks (USA) – Depot mit Haubitzen, gepanzerten Fahrzeugen und Raketenwerfern. Ca. acht Uniformierte, 20 Bürokräfte und 200 Vertragsangestellte, darunter vor allem Sicherheitspersonal und Lagerarbeiter, tun hier Dienst.[89]

#### Geilenkirchen
- NATO Air Base Geilenkirchen (multinationale Verbände von 13 der 32 NATO-Mitgliedstaaten) (50° 57′ 34″ N, 6° 2′ 31″ O)
- NATO Airborne Early Warning & Control Force Command
- Kanadische Unterstützungseinheit Europa in der Selfkant-Kaserne (D)

#### Minden
- Herzog-von-Braunschweig-Kaserne (D) – Zusammen mit Bundeswehrpionieren sind hier auch ca. 30 britische Flusspioniere untergebracht.[90]

#### Mönchengladbach
- Ayrshire Barracks South (GB) – Fahrzeugdepot für schweres Heeresgerät, bis zu 2.000 Fahrzeuge können untergebracht werden. Etwa ein Dutzend Soldaten und weitere zivile Angestellte sind dort stationiert.[91]

#### Münster
- Prins Claus Kaserne (NL)
- Lützow-Kaserne (D)
  - Niederländische Elemente des I. Deutsch-Niederländisches Corps

#### Paderborn
- Normandy Barracks (GB) (Sennelager)[92]
- Athlone Barracks (GB) (Sennelager)
- Truppenübungsplatz Senne (GB)[93] – (Nutzung auch durch die Bundeswehr und andere alliierte NATO-Kräfte) Ca. 185 Soldaten sowie ca. 60 zivile Angestellte der britischen Streitkräfte sind insbesondere in den Normandy Barracks stationiert und verwalten den Übungsplatz. Insgesamt bleiben mit den dazugehörigen Familien somit etwa 600 bis 700 Briten in Paderborn.[94] Die Athlone Barracks werden insbesondere von wechselnden britischen Einheiten, die für Übungen zeitweise vor Ort sind, genutzt.

#### Uedem
- NATO Combined Air Operations Centre (CAOC)

#### Wulfen
- Waffendepot (D/GB)[95][96] – Im „Munitionsversorgungszentrum West“ der Bundeswehr lagert auch britische Munition, die vom Defence Ammunition Centre DAC Wulfen verwaltet wird.

### Rheinland-Pfalz

#### Baumholder
- Baumholder Airfield (USA)
- Smith Barracks (USA)
- Wetzel Kaserne (USA)

#### Germersheim
- Germersheim Army Depot (USA), European Distribution Center der Defense Logistics Agency (DLA)

#### Kaiserslautern
- Daenner Kaserne (USA)
- Einsiedlerhof Air Station (USAF)
- Kaiserslautern Army Depot (USA, USAF)
- Kleber Kaserne (USA)

- Pulaski Barracks (USA)
- Rhine Ordnance Barracks (USA)

#### Landstuhl
- Landstuhl Regional Medical Center (LRMC) (USA, USAF) (49° 24′ 12″ N, 7° 33′ 39″ O), 2022: Schließung und Verlegung des LRMC nach Weilerbach
- Polygone Station Bann-Kahlenberg

#### Miesau
- Miesau Army Depot (USA) (49° 23′ 32″ N, 7° 24′ 30″ O)

#### Pirmasens
- Husterhoeh-Kaserne (USAF) Depot der US Air Force

#### Ramstein
- Ramstein Air Base – Hauptquartier United States Air Forces in Europe (49° 26′ 20″ N, 7° 35′ 59″ O)
- NATO Allied Air Command AIRCOM

#### Spangdahlem
- Spangdahlem Air Base (USAF) (49° 58′ 33″ N, 6° 41′ 47″ O)

#### Wackernheim
- McCully Barracks (USA)

#### Mainz
- Trainings Area Mainz-Gonsenheim (USAG Wiesbaden)
- Trainings Area Mainz-Finthen (USAG Wiesbaden)